# أولنيه سو بوا
أولنيه سو بوا (بالفرنسية: Aulnay-sous-Bois) هي بلدية فرنسية  تابعة لإقليم سين سان دوني في إيل دو فرانس وتقع في شمال فرنسا وهي اليوم ضاحية لباريس ويسكنها حوالي 82525 نسمة حسب إحصائيات سنة 2009.

## أعلام
- رينيه فورنير
- تشارلز تراوري
- جان ريمون توسو
- أليس ديوب
- فيليب أوبيرت

## روابط
- الموقع الرسمي لعمادة المدينة